# 허버트 C. 브라운
허버트 찰스 브라운(영어: Herbert Charles Brown, 1912년 5월 22일 ~ 2004년 12월 19일)은 미국의 화학자이다. 1979년에 유기합성에서 중요한 시약으로 쓰이는 유기붕소화합물을 연구한 공로로 게오르크 비티히와 함께 노벨 화학상을 수상했다.

## 수상 경력
- 1969년 : 미국 국가 과학상
- 1978년 : 엘리엇 크레슨 메달
- 1979년 : 노벨 화학상
- 1981년 : 프리스틀리 메달
- 1982년 : 퍼킨 메달
- 1985년 : AIC Gold Medal
- 1987년 : NAS Award in Chemical Sciences